# Henry Harpur (5e baronnet)
Pour l’article homonyme, voir Henry Harpur (6e baronnet).
Henry Harpur, 5e baronnet (24 juin 1708 – 7 juin 1748) est un baronnet anglais et un homme politique.

## Biographie

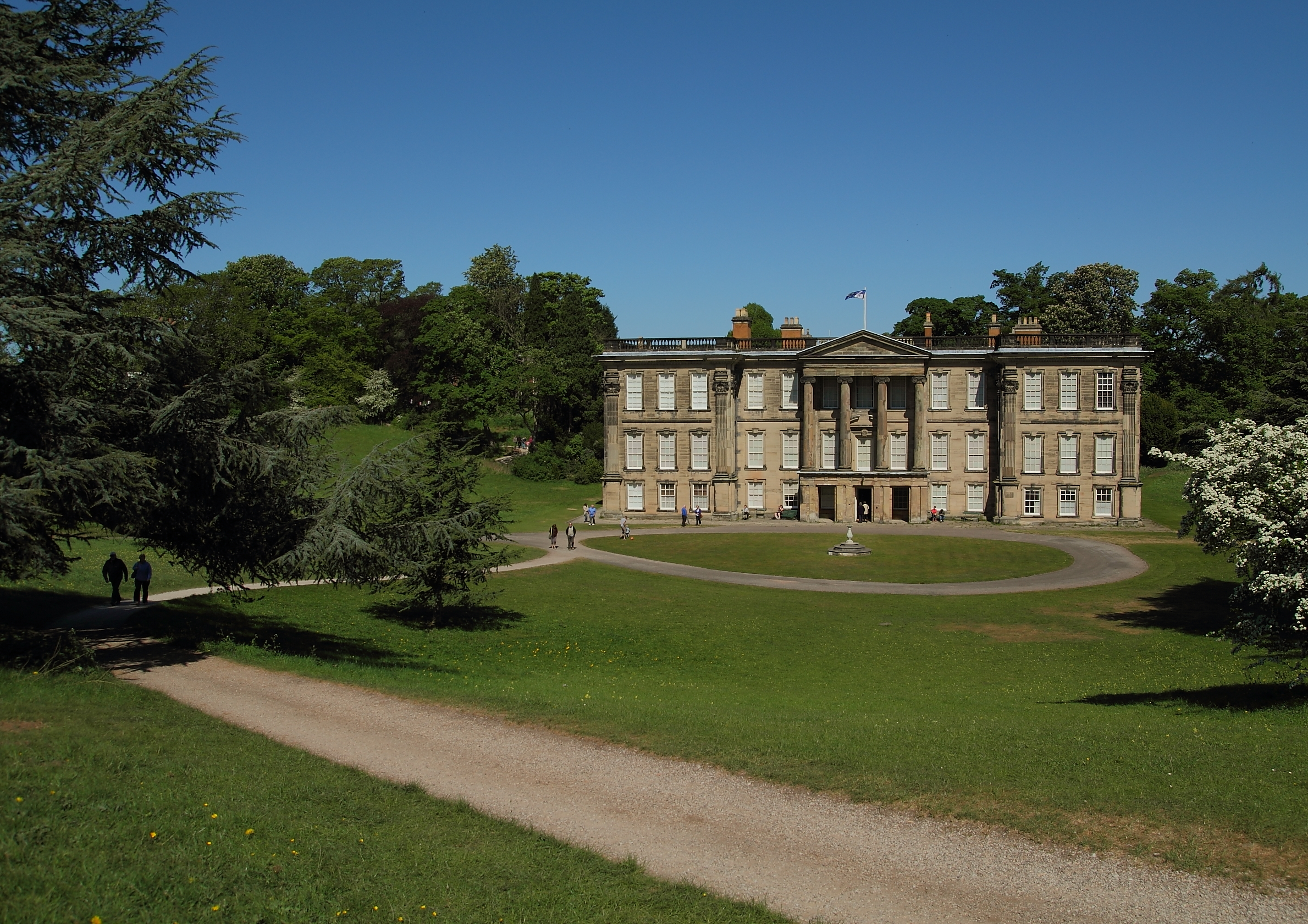
Calke Abbey dans le Derbyshire, domicile de Sir Henry Harpur, 5e baronnet

Il est le fils aîné de John Harpur, 4e baronnet de Calke Abbey, et de son épouse Catherine, fille de Thomas Crew. Il fait ses études au Brasenose College, Oxford.
Il est député de Worcester de 1744 à 1747 et de Tamworth de 1747 jusqu'à sa mort en 1748, âgé de 40 ans.
Il épouse Caroline Manners (décédée en 1769), fille de John Manners (2e duc de Rutland). Son fils Henry Harpur lui succède. Sa fille Caroline épouse le député écossais Adam Hay.